# Bedellia struthionella
Bedellia struthionella là một loài bướm đêm thuộc họ Bedelliidae. Nó là loài đặc hữu của Oahu và Hawaii.
Ấu trùng ăn Panicum torridum. Chúng ăn lá nơi chúng làm tổ.